# Petaure gegant central
El petaure gegant central (Petauroides armillatus) és una espècie de marsupial planador oriünd de la costa central de l'est d'Austràlia.

## Taxonomia
Fou descrit originalment com a subespècie de Petauroides volans, que juntament amb P. minor formava una única espècie coneguda simplement com a «petaure gegant». Poc després fou sinonimitzat amb P. v. minor. Tanmateix, el 2012 i el 2015, una sèrie de guies de camp escrites per Colin Groves o Stephen Jackson dividiren el pfetaure gegant en tres espècies. Aquesta classificació fou confirmada per una anàlisi del 2020, que trobà diferències genètiques i morfològiques significatives entre les tres espècies. La Societat Americana de Mastòlegs el considera una espècie a part.
Hi ha indicis d'hibridació entre aquesta espècie i P. minor prop de l'extrem septentrional de la seva distribució.

## Distribució
Tot i que Jackson i Groves afirmaven que l'espècie viu des de just al nord de Townsville fins a la serralada de Eungella, una anàlisi genètica de McGregor et al. establí que el límit meridional de la seva distribució arriba com a mínim fins a Brisbane i probablement encara més enllà. La falta de mostres de Nova Gal·les del Sud fa que encara no es coneguin amb certesa els límits exactes entre la distribució de P. armillatus i la de P. volans.

## Descripció
Aquesta espècie té una mida intermèdia entre la de P. volans i la de P. minor. Té una llargada corporal semblant a la de P. minor i les orelles de llargada i amplada similars a les de P. volans. Es pot distingir de les altres dues espècies pel seu pelatge argentat marronós, amb la cara, les potes i la cua de color marró fosc i la regió ventral de color crema.